# Солистка его величества (фильм)
«Солистка его величества» — советский художественный немой чёрно-белый фильм, снятый режиссёром Михаилом Вернером. Один из первых фильмов студии «Госвоенкино». Премьера состоялась 3 мая 1927 года. Считается утраченным.

## Сюжет
Действие фильма происходит в 1904—1905 годах и показывает прошлое русского театра, его быт и будни балетной школы. Рассказывает о балерине Наташе, получившей почётное звание «Солистки двора Его Императорского Величества».

## В ролях
- Галина Кравченко — Наташа, балерина
- Валентина Куинджи — Матильда Плесинская, балерина
- Александр Гейрот — Сергей Михайлович, великий князь
- Ольга Книппер-Чехова — мать Зубова
- Александр Крамов — сенатор Марусевич
- Павел Массальский — корнет Зубов[1]
- Иван Штраух — Александр Некрасов, брат Наташи
- Елена Ильющенко — Аня Васильева, подруга Наташи
- Павел Поль — Миша Марусевич, секретарь Матильды
- Владимир Подгорный — министр
- Степан Кузнецов — Николай II
- Николай Плинер — секретарь
- Н. Анчаров — коммерсант
- Константин Давидовский — офицер
- Николай Орлов
- Владимир Владиславский — балетмейстер
- Валерий Рязанов — жених Авроры